# 通布斯
通布斯是巴西米纳斯吉拉斯州的一个市镇。总面积283.483平方公里，总人口9147人，人口密度32.3人/平方公里。